# Maison des Juntes de Gernika

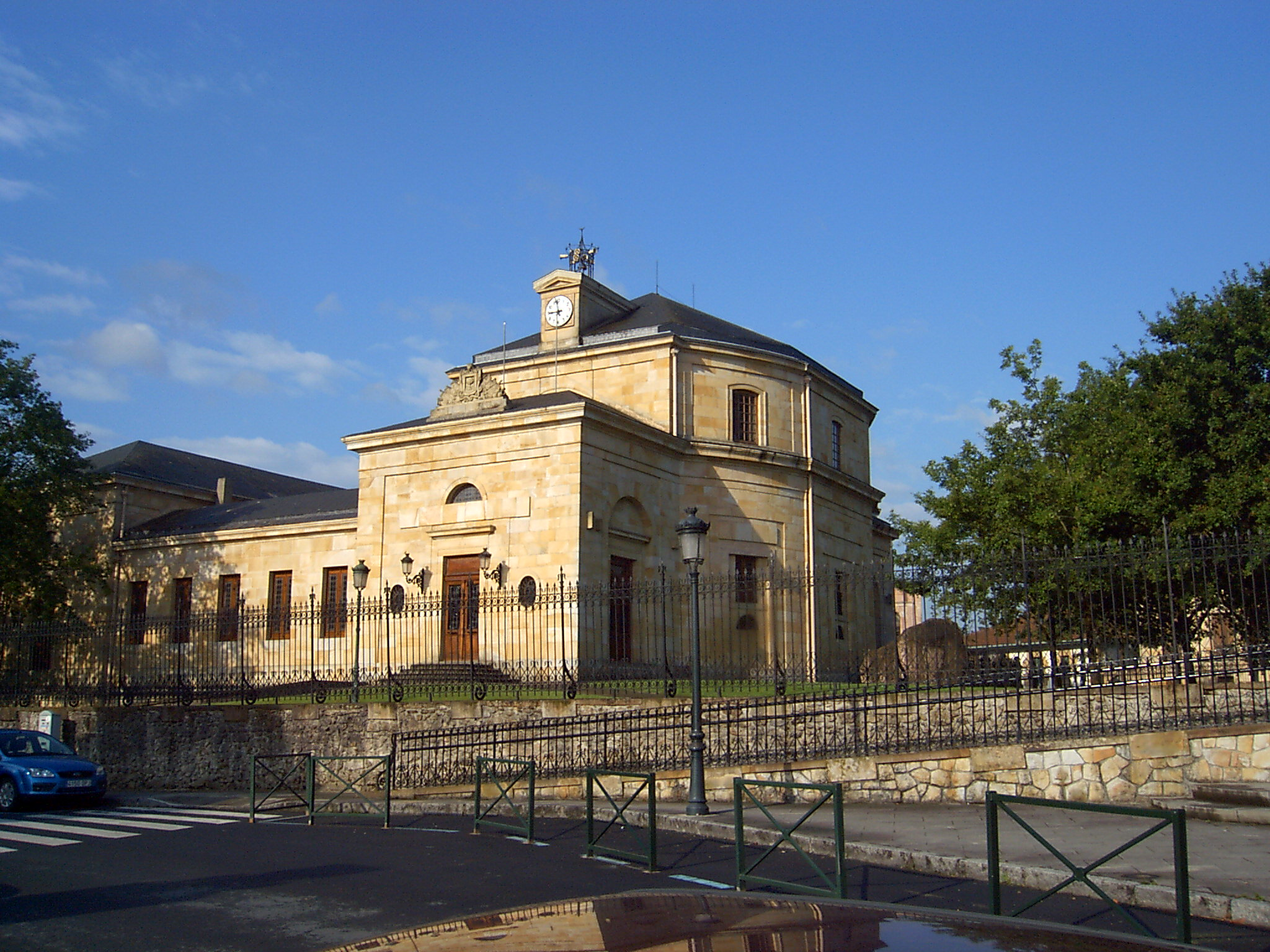
Vue partielle en 2008.

La maison des Juntes de Guernica (en espagnol : Casa de Juntas de Guernica, en basque : Gernikako Batzarretxea) est un édifice sis à Guernica, en Biscaye, dans la communauté autonome espagnole du Pays basque. Le cœur de cette construction est l'arbre de Guernica, un chêne sous lequel se réunissaient les juntes de la seigneurie de Biscaye, et le bâtiment annexe qui, autrefois, était l'église de Santa María La Antigua.
Elle est aujourd'hui le siège des Juntes générales de Biscaye, organe institutionnel suprême du territoire, et le lieu où le lehendakari prête serment après son investiture par le Parlement basque.

## Organisation politique
La seigneurie de Biscaye était formée de la Tierra Llana, regroupant les villages ou anteiglesias, des villes et de la cité d'Orduña. À l'origine existaient trois lieux pour ces assemblées de gouvernement: la Merindad de Durango (qui se tenaient près de la Campa Foral de Guerendiaga face à l'ermitage San Salvador et San Clément d'Abadiano), les Enkarterri, avec leur propre juridiction et gouvernement et qui tenaient leurs Assemblées à Avellaneda et les Juntes de Biscaye à Guernica. Les villes qui étaient dans les juridictions de la Merindad de Durango et des Enkarterri étaient exclues de ces assemblées et appartenaient à celle de Guernica.
Ces juntes (juntas) étaient composées des représentants des entités municipales, chacune d'elles ayant un siège et une voix. Les assemblées générales traitaient et résolvaient les problèmes communs de la seigneurie et obligeaient le seigneur et plus tard le roi à prêter serment de respecter les fors.
Après leur suspension en 1879 après la deuxième guerre carliste, elles ont disparu jusqu'à ce que 102 années plus tard, en 1979, elles soient recréées comme organe législatif de la province de Biscaye, dans le cadre de la nouvelle organisation politique de l'État.

## Ensemble des monuments

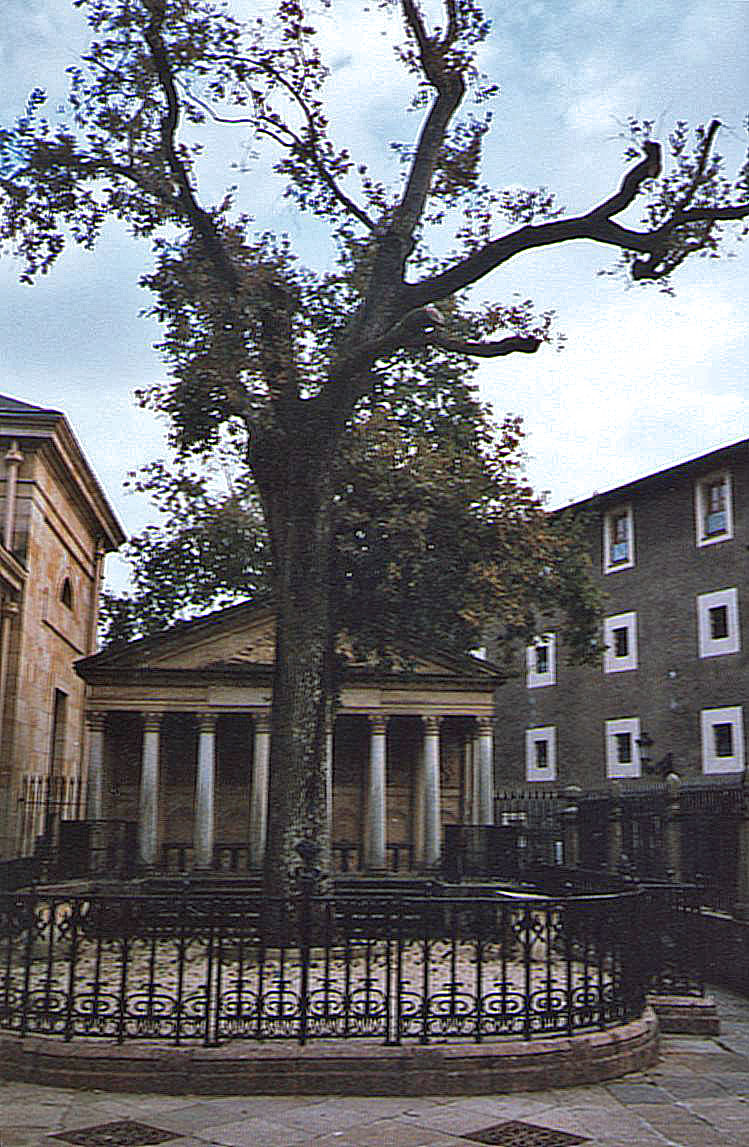
L'arbre de Guernica est le symbole des libertés basques.

Originairement le lieu était formé par l'arbre sous lequel se réunissaient les membres (junteros), une tribune pour consigner et le petit ermitage de Santa María la Antigua. Quelquefois l'assemblée avait lieu dans l'ermitage, selon les conditions météorologiques pour devenir le lieu de réunion habituelle. Au début du XIXe siècle, en 1826, a débuté la construction des installations actuelles.
L'ensemble monumental de la maison des Juntes de Guernica est constitué par le bâtiment de Santa María la Antigua, avec ses différentes salles, et l'arbre avec ses alentours.

## L'édifice
Le bâtiment actuel est de type néoclassique conçu par l'architecte Antonio de Echevarria. Il réunit les fonctions d'église et de parlement. Pour cela il a une surface elliptique où se trouvent les sièges des élus et dans la tête se trouve un autel qui est converti en pupitre présidentiel.
Le décor est composé de différents éléments qui font référence à l'histoire de Biscaye. Dans les parois se trouvent vingt-six tableaux des différents seigneurs qui ont été à la tête de la seigneurie de Biscaye. Ces tableaux sont l'œuvre de Sebastián de Galbarriartu et des frères Bustín, du XVIIe siècle. Sur les vitraux, les tableaux, on rappelle les dates du serment des juridictions des différents seigneurs. Les vitraux sont l'œuvre de Masiera inspiré du peintre de Bilbao Guiard. Parmi les différents tableaux il y en a deux remarquables par leur qualité et intérêt historique, le Jura de un señor de Vizcaya réalisé en 1882 par Alselmo de la Guinea et l'autre intitulé Besamanos al rey don Fernando el Católico por los vizcaínos en 1476 œuvre de Francisco de Mendieta qui montre comment était le lieu à cette époque.

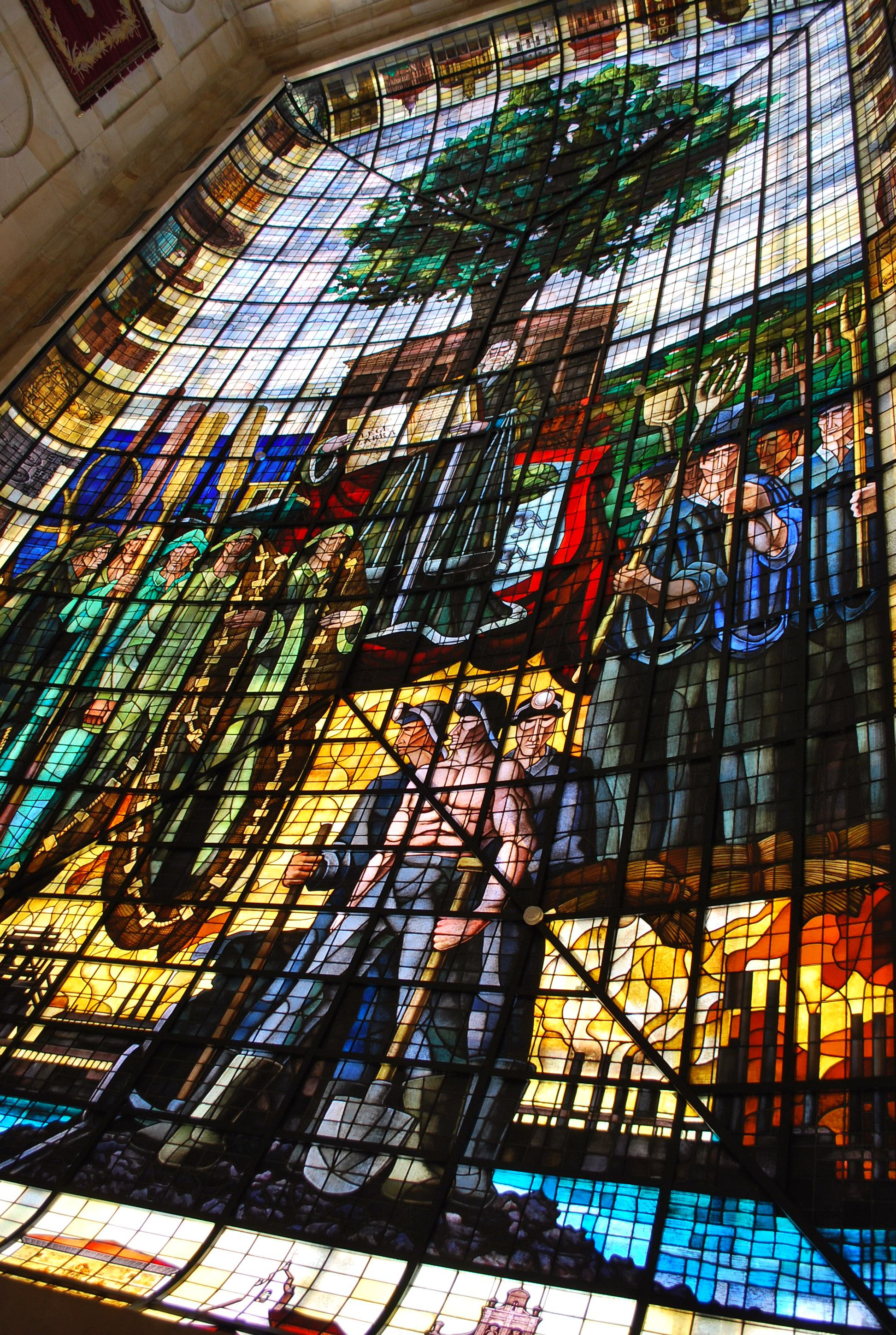
Couverture en vitrail de la cour intérieure.

Entre l'antichambre et la salle de l'assemblée se trouve la dénommée sala de la vidriera (salle du vitrail). Cet espace a été conçu comme une cour intérieure ouverte. En 1964 il a été décidé de la couvrir pour faire office de musée de l'histoire de Biscaye. En 1985 il a été couvert par un grand vitrail faisant une allégorie de Biscaye et représentant l'arbre (le fameux chêne de Guernica) et les juridictions, Lege Zaharra (Vieilles Lois en basque) autour desquelles on représente les divers territoires qui composent la Biscaye, cette représentation est effectuée au moyen des bâtiments les plus significatifs, et des différentes sources productives qui donnent de la richesse au territoire, la pêche, l'agriculture, l'industrie minière, l'industrie…
Ce vitrail occupe une surface de 235 m2. et a été réalisé par l'entreprise de Bilbao Vidrieras de Arte S.A.
Un grand triptyque carré intitulé Lírica y religión (Lyrique et religion) réalisé par le peintre Gustavo de Maeztu complète cette salle qui rappelle la Galerne qui le 20 avril 1878 a coûté la vie à 200 pêcheurs de Bermeo.
Le projet initial des installations comptait deux ailes rectangulaires pour l'arsenal et les archives. On a seulement construit l'une d'elles.

## L'arbre et ses alentours
L'arbre est le cœur de l'ensemble monumental. Il se situe devant une tribune néoclassique qui a été remplacée, lors de la réforme de 1826, mais qui maintient les postes qui composent la table présidentielle des anciennes assemblées générales, les 7 sièges destinés aux élus, aux députés et aux syndics. L'arbre occupe le centre d'un petit rectangle clôturé.
L'actuel chêne a été planté en 2004, le précédent, qui datait de 1860, étant mort. Il a remplacé le nommé vieil arbre qui, avec plus de 300 ans, est plus ancien vestige de l'arbre vénéré. Son tronc est conservé dans un pavillon, construit en 1926, dans le jardin arrière.
L'actuel arbre, situé à l'arrière de la tribune, a été planté le 2 février 1979 à l'âge de 17 ans. Le 25 février 2005 on a planté un nouvel arbre face à la tribune pour continuer la tradition.
Il y a une plaque qui rappelle les mots que le premier lehendakari (président) du gouvernement basque, José Antonio Aguirre a prononcé, en 1936, lors du serment de la prise du pouvoir. Ces mots se sont transformés en formule de protocole utilisé pour prêter ce serment.
| espagnol                            | français                                  |
| ----------------------------------- | ----------------------------------------- |
| Ante Dios humillado                 | Devant Dieu humilié                       |
| en pie sobre la tierra vasca        | debout sur la terre basque                |
| en recuerdo de los antepasados      | me souvenant des ancêtres                 |
| bajo el Árbol de Guernica           | sous l'arbre de Guernica                  |
| ante vosotros                       | face à vous                               |
| representantes del pueblo           | représentants du peuple                   |
| juro desempeñar fielmente mi cargo. | je jure d'accomplir fidèlement ma charge. |

Après la grille qui ferme l'enceinte se trouve le couvent des Clarisses et l'ancienne Mairie de Luno, aujourd'hui Archives de la Seigneurie.